# Interrail

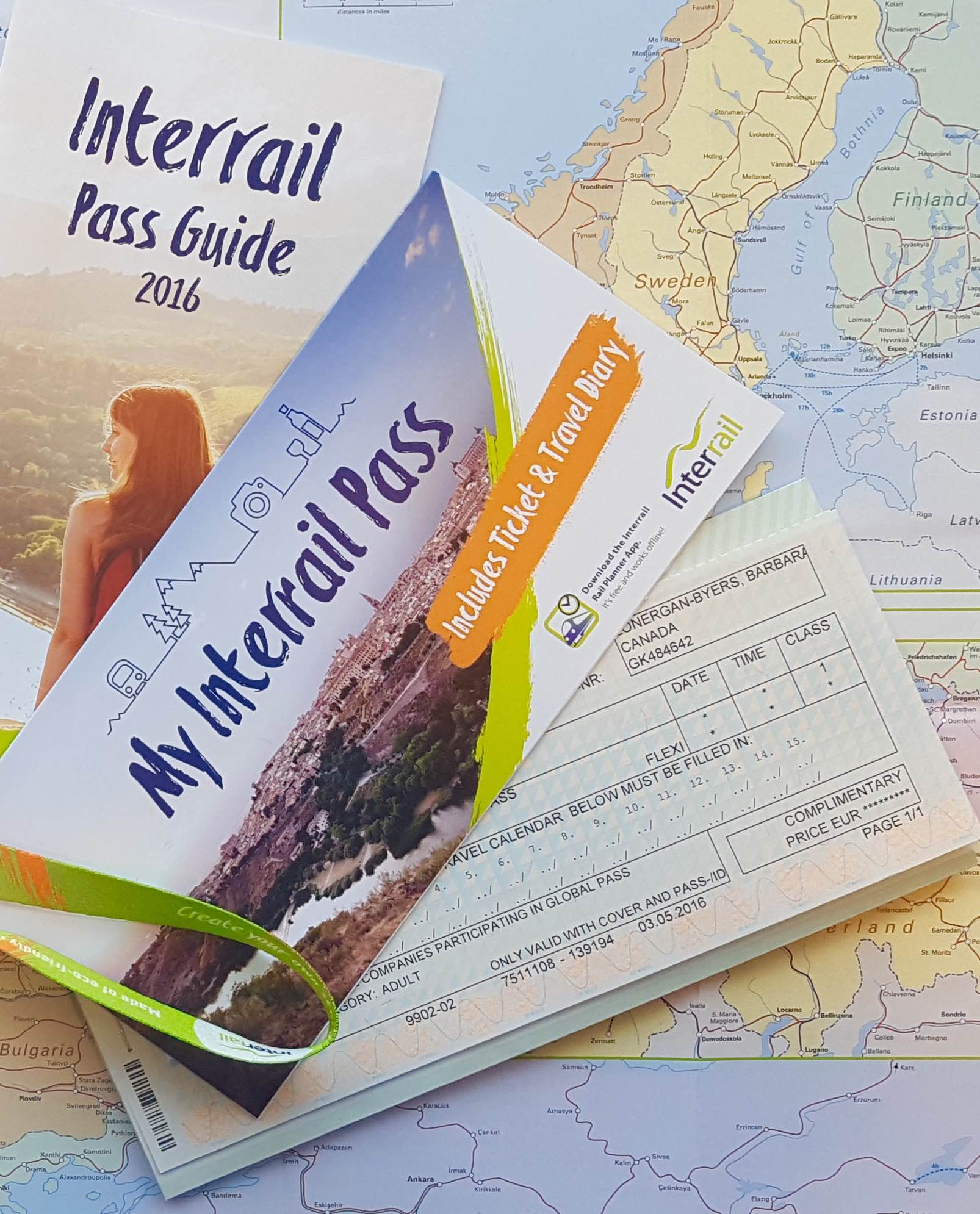
Um passe Interrail de 2016 acompanhado com Capa e Guia de Viagem

O Interrail é um bilhete ou passe ferroviário, disponível para residentes europeus.
Residentes de países exteriores à Europa podem viajar com o passe Eurail.
O tradicional Interrail Pass é agora denominado de Interrail Global Pass. Ele permite viagens ferroviárias ilimitadas em e entre todos os 30 países participantes por um certo período de tempo (até um mês). A principal exceção é que trens (comboios) de alta velocidade e trens (comboios) nocturnos geralmente requerem uma reserva de assento paga. O Interrail One Country Pass permite viagens ferroviárias ilimitadas num país específico da Europa. Em ambos os casos, excluem-se as viagens em trem (comboio) no país de residência.

## Validade

Países nos quais o Interrail Global Pass é válido

O Interrail Global Pass é válido em todos os países Europeus participantes: Áustria, Bélgica, Bósnia e Herzegovina, Bulgária, Croácia, República Tcheca, Dinamarca, Finlândia, França, Alemanha, Grécia, Hungria, Irlanda, Itália, Luxemburgo, A.R.J. da Macedónia, Montenegro, Países Baixos, Noruega, Polónia, Portugal, Roménia, Sérvia, Eslováquia, Eslovénia, Espanha, Suíça, Suécia, Turquia, o Reino Unido. Inclui também os caminhos de ferro que passam pelo Mónaco e Liechtenstein sendo operados pelos caminhos de ferro nacionais de França e Áustria respetivamente. Além disso, o Interrail Global Passes inclui travessias de ferry de Patras e Igoumenitsa (Grécia) para Veneza, Ancona e Bari (Itália) operadas pela Superfast Ferries e Blue Star Ferries (sobretaxas de combustível, taxas portuárias, suplementos de longa temporada tal como as acomodações de cabine são extra).
Passes Interrail não são válidos nos caminhos de ferro na Albânia e nos países que pertenceram à antiga União Soviética (Bielorrússia, Estónia, Letónia, Lituânia, Moldávia, Rússia e Ucrânia). Não há caminhos de ferro em Andorra, Chipre, e Ilhas Faroé, Gibraltar, Islândia, Malta ou San Marino. L'Hospitalet-près-l'Andorre em França é a estação de caminho de ferro mais próxima para Andorra. Rimini na Itália é a estação mais próxima para San Marino.

## Modalidades de Bilhete
Desde 2008 que só existem dois tipos de bilhetes para o Interrail, sendo eles o "Global Pass" e o "One Country Pass"
- "Global Pass" - Permite livre trânsito pelos 30 países do espaço Interrail. Este bilhete permite viajar em diferentes condições durante:

- 5 dias, no prazo total de 10 dias;
- 10 dias, no prazo de 22 dias;
- 22 dias seguidos;
- 1 mês seguido.
- "One Country Pass" - Permite livre trânsito em apenas um pais do espaço interrail. Este tipo de bilhete permite viajar durante 3, 4, 6 ou 8 dias no prazo de um mês.

## Condição de residência
Os passes estão disponíveis para aqueles que têm sido residentes legais (não viajando com visto ou pessoal militar vivendo numa base) em qualquer um destes 30 países do Interrail Pass, ou em qualquer um destes países vizinhos:
- Rússia, Bielorrússia, Ucrânia, Moldávia
- Estónia, Letónia, Lituânia
- Chipre, Malta
- Islândia

## Filosofia de viagem
O significado do Interrail tem transcendido o de um simples bilhete de trem (comboio), consistindo não apenas no desconto que lhe dá nome, mas sim em todo um estilo de viagem. Devido à total liberdade de movimento que dá ao utilizador, identifica-se com um tipo de viagem distante do uso turístico, com a improvisação e a aventura como caraterísticas fundamentais. Assim o Interrail é normalmente praticado por jovens mochileiros, que pretendem percorrer a Europa com um orçamento limitado.

## História

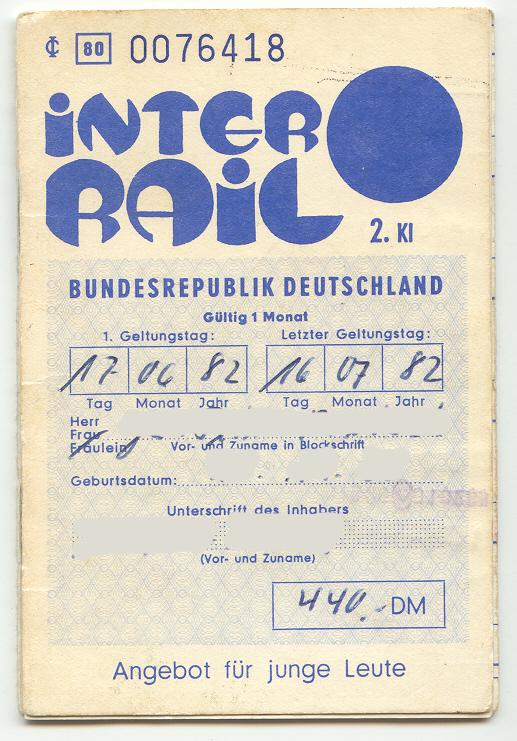
Passe de Interrail de 1982

Foi criado em 1972 no 50º aniversário da União Internacional de Caminhos-de-Ferro. Foi concebido como um billete de trem (comboio) para que os jovens de até 21 anos pudessem viajar livremente em 2ª classe durante um período de até un mês pelos países europeus que formassem parte da Comunidade do Interrail, oferecendo junto ao passe múltiplos descontos, especialmente em ferris facilitando o transporte de viajantes entre países separados pelo mar. Com o passar do tempo, foi-se ampliando a idade permitida dos viajantes, até chegar a suprimir-se o limite de idade. Também o número de países participantes tem ido aumentando com a passagem dos anos, somando 30 na actualidade. O bilhete Interrail é só para os residentes europeus.  
Até 2012, mais de oito milhões de pessoas já viajaram pela Europa de comboio utilizando um passe InterRail.
- 1972: O programa foi iniciado, limitado aos viajantes entre os 21 anos ou mais novos. Cobriu 21 países: Alemanha Ocidental, Áustria, Bélgica, Dinamarca, Espanha, Finlândia, França,  Grécia, Hungria, Irlanda, Itália, Jugoslávia, Luxemburgo, Noruega, Países Baixos, Polónia, Portugal, Suécia, Suíça e Reino Unido.
- 1976: O limite de idade para a passagem foi alargado para 23 anos
- 1979: O limite de idade foi alargado para 26 anos.
- 1982: A exigência de seis meses de residência num país europeu durante 6 meses foi introduzida.
- 1985: Determinados serviços de ferry foram incluídos.
- 1991: A extinção da União Soviética conduziu à expansão do espaço interrail.
- 1994: 29 dos 30 países actuais são incluídos (com excepção da Bósnia e Herzegovina); são criadas as zonas do "espaço Interrail".
- 1998: Os bilhetes de Interrail tornaram-se disponíveis a todas as idades, com as diferenças de preços baseadas na idade. O sistema de oito zonas é estabelecido.
- 2005: A Bósnia e Herzegovina junta-se ao "espaço Interrail".
- 2007: O Grupo Eurail passa a ser o responsável pela gestão de todos os passes de Interrail, extinguindo o sistema de zonas e criando dois tipos de bilhetes: O "Global Pass" e o "One Country Pass"